# Энергетика Якутии
Энергетика Якутии — сектор экономики региона, обеспечивающий производство, транспортировку и сбыт электрической и тепловой энергии. По состоянию на конец 2017 года, на территории Якутии эксплуатировались шесть крупных тепловых электростанций, две гидроэлектростанции, 21 солнечная и 2 ветровых электростанций, а также более 200 дизельных электростанций общей мощностью 3098,5 МВт. В 2018 году они произвели 9666 млн кВт·ч электроэнергии.

## История
Первая электростанция в Якутске была введена в эксплуатацию 9 августа 1914 года, ее приводил в действие локомобиль мощностью 150 л. с. К электростанции были подключены магазины и около 200 домов. К началу 1920-х годов ее мощности стало не хватать, и в 1928 году в Якутске было начато строительство новой электростанции, причем её параметры изменялись, пока в 1931 году не было принято решение о том, что мощность станции составит 3 МВт с последующим расширением до 5 МВт. Первый турбоагрегат мощностью 750 кВт Якутской Центральной электростанции (позднее переименованной в Якутскую ТЭЦ) был введен в эксплуатацию 7 ноября 1937 года, в 1938 году был смонтирован еще один агрегат мощностью 2,5 МВт. До пуска Якутской ГРЭС в 1970 году Якутская ТЭЦ была основным источником электро- и теплоснабжения Якутска.
Началом промышленной энергетики Якутии считается пуск в 1932 году локомобильной Селигдарской электростанции мощностью 1400 кВт, снабжавшей электроэнергией прииск «Незаметный». К концу 1950 года в Якутии насчитывалось 249 небольших электростанций, снабжавших населенные пункты и предприятия, к началу 1958 года их количество увеличилось до 847. 23 мая 1957 года было утверждено проектное задание на строительство Чульманской ЦЭС мощностью 26,5 МВт с целью энергоснабжения золотодобывающих предприятий. Строительство станции было начато в 1959 году, первый турбоагрегат был пущен 4 ноября 1962 года. С 1964 по 1970 год мощность станции была доведена до 64 МВт, а позднее — до 80 МВт.
В том же 1959 году были начаты подготовительные работы на площадке Вилюйской ГЭС. В августе 1962 года началась отсыпка плотины, 31 октября 1964 года русло Вилюя было перекрыто с переводом стока реки в строительную траншею, 3 октября 1967 года введён в эксплуатацию первый гидроагрегат ГЭС-1. Первая очередь гидроэлектростанции была принята в постоянную эксплуатацию в 1970 году, после чего было начато строительство второй очереди, гидроагрегаты которой были пущены в 1975—1976 годах. В 1978 году строительство крупнейшей электростанции Якутии было завершено, она обеспечила электроэнергией алмазодобывающие предприятия на западе Якутии.
В 1962 году создается районное энергетическое управление «Якутскэнерго». В 1966 году начинается строительство Якутской ГРЭС, крупнейшей в СССР газотурбинной электростанции, к тому же расположенной на вечной мерзлоте. Пуск первого турбоагрегата станции состоялся 10 января 1970 года, в 1971 году возведение первой очереди Якутской ГРЭС было завершено. В дальнейшем мощность станции неоднократно увеличивалась.
В 1978 году были начаты подготовительные работы по сооружению Вилюйской ГЭС-3 (Светлинской ГЭС). По причине крайне сложных природных условий, а впоследствии — экономических проблем в стране возведение этой станции сильно затянулось, первый гидроагрегат был введён в эксплуатацию, только в 2004 году, второй — в 2005 году и третий — в 2008 году. Строительство станции не завершено, пуск четвертого гидроагрегата намечен на 2025 год.
В 1980 году начато строительство Нерюнгринской ГРЭС, крупнейшей тепловой электростанции в Якутии. Первый турбоагрегат был введен в эксплуатацию уже в декабре 1983 года, второй — в 1984 году и третий — в 1985 году. В 1986—1987 годах была введена в эксплуатацию газотурбинная Мирнинская ГРЭС, выведенная в резерв в 2007 году и окончательно закрытая в 2014 году.
В 2007 году в Тикси была введена в эксплуатацию первая в Якутии ветроэнергетическая установка мощностью 0,25 МВт. В 2015 году она была разрушена сильным порывом ветра, но в 2018 году в Тикси была построена новая ветроэлектростанция мощностью 0,9 МВт. В 2008 году была введена в эксплуатацию Талаканская ГТЭС, обеспечившая энергоснабжение разработки одноимённого месторождения. Первые солнечные электростанции в Якутии были построены в 2012 году в селах Ючюгей и Батамай. В 2014 году было начато и в 2017 году завершено строительство первой очереди газотурбинной Якутской ГРЭС-2. В январе 2019 года Центральный и Западный энергорайоны Якутии были присоединены к Единой энергосистеме России. Наиболее крупный перспективный проект — строительство второй очереди Якутской ГРЭС-2, которое планируется завершить в 2025 году.

## Организация энергосистемы Якутии
По причине географической отдалённости, большой площади и низкой плотности населения, энергосистема Якутии имеет сложную организацию, разделяясь на зоны централизованного и децентрализованного энергоснабжения. Зона централизованного энергоснабжения включает Западный, Центральный и Южно-Якутский энергорайоны, связанные с Единой энергосистемой России. Энергоснабжение здесь обеспечивают крупные тепловые электростанции и ГЭС. Оймяконский район обеспечивается электроэнергией из изолированной энергосистемы Магаданской области, посёлок Черский — из изолированного Чаун-Билибинского энергоузла Чукотского АО. Талаканские ГТЭС и ГПЭС в западной Якутии обеспечивают электроэнергией изолированный Талаканский энергорайон.
Зона децентрализованного энергоснабжения расположена по большей части в северной Якутии и состоит из большого количества мелких энергоузлов, обеспечивающих электроэнергией отдельные поселки и предприятия по добыче полезных ископаемых. Энергоснабжение здесь обеспечивается преимущественно дизельными электростанциями.

## Генерация электроэнергии
По состоянию на начало 2019 года, на территории Якутии эксплуатировались восемь крупных тепловых электростанций (Якутская ГРЭС, первая очередь Якутской ГРЭС-2, Якутская ТЭЦ, Нерюнгринская ГРЭС, Чульманская ТЭЦ, Талаканская ГТЭС) общей мощностью 1314,5 МВт, две гидроэлектростанции (Вилюйская ГЭС и Светлинская ГЭС) общей мощностью 877,5 МВт, 21 СЭС и 2 ВЭС, а также более 200 дизельных, газопоршневых электростанций и мини-ТЭЦ общей мощностью более 800 МВт. Большинство электростанций (общей мощностью 2177 МВт) принадлежат дочерним обществам ПАО «РусГидро» — ПАО «Якутскэнерго» и АО «Дальневосточная генерирующая компания». Проектируется вторая очередь Якутской ГРЭС-2.

### Якутская ГРЭС
Расположена в г. Якутске. Газотурбинная теплоэлектроцентраль (ГТУ-ТЭЦ). Крупнейшая электростанция Центрального энергорайона, в качестве топлива использует природный газ. Турбоагрегаты станции введены в эксплуатацию в 1976—2010 годах. Установленная электрическая мощность станции — 356 МВт, тепловая мощность — 548 Гкал/час. Фактическая выработка электроэнергии в 2018 году — 1032 млн кВт·ч. Оборудование станции включает в себя одиннадцать турбоагрегатов, из них три мощностью по 12 МВт, четыре — по 35 МВт и четыре — по 45 МВт. Также имеется 8 котлов-утилизаторов. Сооружения и оборудование станции достигли высокой степени износа, в связи с чем начат процесс постепенного вывода её из эксплуатации, со строительство замещающих мощностей: первой очереди Якутской ГРЭС-2 (введена в эксплуатацию в 2017 году), пиковой водогрейной котельной (введена в эксплуатацию в 2019 году), второй очереди Якутской ГРЭС-2 (планируется ввод в эксплуатацию в 2025 году). Эксплуатируется ПАО «Якутскэнерго».

### Якутская ГРЭС-2 (первая очередь)
Расположена в г. Якутске. Газотурбинная теплоэлектроцентраль (ГТУ-ТЭЦ), в качестве топлива использует природный газ. Турбоагрегаты станции введены в эксплуатацию в 2017 году. Установленная электрическая мощность станции — 193,48 МВт, тепловая мощность — 469 Гкал/час. Фактическая выработка электроэнергии в 2018 году — 536 млн кВт·ч. Оборудование станции включает в себя четыре турбоагрегата мощностью по 48,37 МВт, четыре котла-утилизатора и три водогрейных котла. Эксплуатируется ПАО «Якутскэнерго».

### Якутская ТЭЦ
Расположена в г. Якутске. Паротурбинная теплоэлектроцентраль (фактически — водогрейная котельная с попутной выработкой электроэнергии), в качестве топлива использует природный газ. Эксплуатируемые в настоящее время турбоагрегаты станции введены в эксплуатацию в 1967—1995 годах, при этом сама электростанция была пущена в 1937 году, являясь старейшей ныне действующей электростанцией Якутии. Установленная электрическая мощность станции — 12 МВт, тепловая мощность — 497 Гкал/час. Фактическая выработка электроэнергии в 2018 году — 51 млн кВт·ч. Оборудование станции включает в себя два турбоагрегата мощностью по 6 МВт, три котлоагрегата и пять водогрейных котлов. Эксплуатируется ПАО «Якутскэнерго».

### Нерюнгринская ГРЭС
Расположена в пгт. Серебряный бор Нерюнгринского района, крупнейшая электростанция Южно-Якутского энергорайона. Паротурбинная блочная теплоэлектростанция с комбинированной выработкой электроэнергии и тепла. В качестве топлива использует каменный уголь. Турбоагрегаты станции введены в эксплуатацию в 1982—1985 годах. Установленная электрическая мощность станции — 570 МВт, тепловая мощность — 820 Гкал/час. Фактическая выработка электроэнергии в 2018 году — 3219 млн кВт·ч. Оборудование станции включает в себя три турбоагрегата мощностью по 190 МВт, три котлоагрегата и три водогрейных котла. Эксплуатируется АО «Дальневосточная генерирующая компания».

### Чульманская ТЭЦ
Расположена в пгт. Чульман Нерюнгринского района. Паротурбинная теплоэлектроцентраль, в качестве топлива использует каменный уголь. Турбоагрегаты станции введены в эксплуатацию в 1970—1978 годах. Установленная электрическая мощность станции — 48 МВт, тепловая мощность — 165Гкал/час. Фактическая выработка электроэнергии в 2018 году — 86 млн кВт·ч. Оборудование станции включает в себя четыре турбоагрегата мощностью по 12 МВт и шесть котлоагрегатов. Оборудование станции устарело, в связи с чем в 2020-х годах планируется вывод его из эксплуатации.

### Талаканская ГТЭС
Расположена в Ленском районе, обеспечивает энергоснабжение объектов разработки Талаканского нефтегазоконденсатного месторождения. Газотурбинная электростанция, в качестве топлива использует попутный нефтяной газ. Турбоагрегаты станции введены в эксплуатацию в 2008—2009 годах. Установленная электрическая мощность станции — 135 МВт. Фактическая выработка электроэнергии в 2018 году — 625 млн кВт·ч. Оборудование станции включает в себя девять турбоагрегатов мощностью по 15 МВт. Не подключена к ЕЭС России, обеспечивает энергоснабжение в изолированном Талаканском энергорайоне. Эксплуатируется ПАО «Сургутнефтегаз».

### Вилюйская ГЭС
Расположена на реке Вилюй у пгт. Чернышевский Мирнинского района, крупнейшая электростанция Западного энергорайона и Якутии в целом. Гидроагрегаты станции введены в эксплуатацию в 1967—1976 годах. Установленная мощность станции — 680 МВт, проектная среднегодовая выработка электроэнергии — 2580 млн кВт·ч, фактическая выработка электроэнергии в 2018 году — 2708 млн кВт·ч. В зданиях ГЭС установлены 8 гидроагрегатов мощностью по 85 МВт. Эксплуатируется ПАО «Якутскэнерго».

### Светлинская ГЭС
Расположена на реке Вилюй у пгт. Светлый Мирнинского района. Станция находится в стадии достройки, работает на пониженной мощности. В 2004—2008 годах введены в эксплуатацию три гидроагрегата общей мощностью 277,5 МВт, выход станции на проектную мощность 370 МВт запланирован на 2025 год. Проектная среднегодовая выработка электроэнергии — 1200 млн кВт·ч, фактическая выработка электроэнергии в 2018 году — 743 млн кВт·ч. В здании ГЭС установлены 3 гидроагрегата мощностью по 92,5 МВт. Эксплуатируется АО «Вилюйская ГЭС-3», дочерним обществом компании АЛРОСА.

### Малые ТЭС
На территории Якутии эксплуатируется большое количество малых тепловых электростанций — мини-ТЭЦ, дизельных, газопоршневых, общей мощностью более 800 МВт. Они обеспечивают энергоснабжение удаленных посёлков, предприятий по добыче полезных ископаемых, объектов трубопроводного транспорта в зоне децентрализованного энергоснабжения, а также выполняют функции резерва в зоне централизованного энергоснабжения. Крупнейшими из них являются ДЭС Нюрбинского ГОК (20,25 МВт), ДЭС п. Солнечный (16 МВт), Талаканская ГПЭС (13,5 МВт), Хандыгская ДЭС (13,4 МВт), ДЭС п. Батагай (12,4 МВт), ДЭС п. Эльдикан (11,2 МВт), ДЭС п. Сангар (10,5 МВт), ДЭС с. Амга(10,3 МВт), ДЭС п. Тикси (10,1 МВт), ДЭС с. Борогонцы (10,0 МВт), Депутатская ТЭЦ (7,5 МВт). Крупнейшие собственники малых ТЭС: АО «Сахаэнерго» (дочернее общество «Якутскэнерго») — 144 электростанции (136 дизельных, 3 газопоршневых, 4 газотурбинных, 1 мини-ТЭЦ) общей мощностью 209 МВт; ПАО «Якутскэнерго» — 15 ДЭС общей мощностью 107 МВт; ООО «Якутская генерирующая компания» — 33 ДЭС и одна газопоршневая электростанция общей мощностью 56 МВт, ПАО «Транснефть» — ДЭС общей мощностью 90 МВт.

### Солнечные электростанции
На территории Якутии расположены 21 небольшая солнечная электростанция общей мощностью 1,621 МВт, все в зоне децентрализованного энергоснабжения. Крупнейшей из них является Батагайская СЭС (1,0 МВт). Введены в эксплуатацию в 2011—2018 годах. Эксплуатируются АО «Сахаэнерго».

### Ветроэлектростанции
На территории Якутии функционируют две ветроэлектростанции, все в зоне децентрализованного энергоснабжения: ВЭС в п. Тикси, мощностью 900 кВт (3×300 кВт) и ВЭС Быков Мыс, мощностью 40 кВт. Эксплуатируются АО «Сахаэнерго».

## Потребление электроэнергии
Потребление электроэнергии в Якутии в 2018 году составило 8522 млн кВт·ч (в том числе в зоне децентрализованного энергоснабжения — 1102 млн кВт·ч), максимум нагрузки — 1271 МВт (без зоны децентрализованного энергоснабжения). Таким образом, Якутия является энергоизбыточным регионом как по электроэнергии, так и по мощности, избыток электроэнергии передаётся в энергосистемы Амурской и Иркутской областей. В структуре потребления электроэнергии в регионе по состоянию на 2018 год лидируют транспорт и связь (28,5 %), добыча полезных ископаемых (16,6 %), население (9,2 %). Крупнейшие потребители электроэнергии в Якутии по состоянию на 2018 год — ПАО «Транснефть» (1270 млн кВт·ч), АК «АЛРОСА» (1017 млн кВт·ч), ПАО «Сургутнефтегаз» (467 млн кВт·ч), АО ХК «Якутуголь» (261 млн кВт·ч). Функции гарантирующего поставщика электроэнергии выполняют ПАО «Якутскэнерго», АО «Сахаэнерго», АО «Вилюйская ГЭС-3», ПАО «Сургутнефтегаз», ОАО «Якутская топливно-энергетическая компания», ПАО «Магаданэнерго» (последнее — в части Оймяконского района).

## Электросетевой комплекс
Энергосистема Якутии (за исключением зоны децентрализованного энергоснабжения, Талаканского энергорайона, Оймяконского района и п. Черский) входит в ЕЭС России, являясь частью Объединённой энергосистемы Востока, находится в операционной зоне филиала АО «СО ЕЭС» Якутское РДУ. Связана с энергосистемами Иркутской области по двум ВЛ 220 кВ и одной ВЛ 110 кВ, с энергосистемой Амурской области — по четырём ВЛ 220 кВ и одной ВЛ 35 кВ, с энергосистемой Забайкальского края — по одной ВЛ 220 кВ. Оймяконский улус обеспечивается электроэнергией из Магаданской энергосистемы по двум ВЛ 110 кВ, посёлок Черский — из Чаун-Билибинского энергоузла Чукотского АО по одной ВЛ 110 кВ.
Общая протяженность линий электропередачи в Якутии в зоне централизованного энергоснабжения по состоянию на 2018 год составляет 27 280 км, в том числе ЛЭП 220 кВ — 6264 км, ЛЭП 110 кВ — 2931 км, ЛЭП 35 кВ — 3859 км, ЛЭП менее 35 кВ — 14225 км. Большая часть электрических сетей (протяжённостью более 21 тыс. км) эксплуатируется ПАО «Якутскэнерго», остальные сети эксплуатируются ПАО «ФСК ЕЭС», АО «Дальневосточная распределительная сетевая компания», ПАО «Транснефть».

## Теплоснабжение
Теплоснабжение в Якутии обеспечивают большое количество энергоисточников общей тепловой мощностью 8538 Гкал/ч. Это крупные тепловые электростанции ПАО «Якутскэнерго» и ПАО «Дальневосточная генерирующая компания», а также большое количество котельных и электробойлеров разных форм собственности. Отпуск тепловой энергии в 2018 году составил 15 585 тыс. Гкал, в том числе тепловые электростанции — 4452 тыс. Гкал, котельные — 10 720 тыс. Гкал, электробойлеры — 346 тыс. Гкал, прочие теплоисточники — 67 тыс. Гкал.